# Svensk slottshistoria

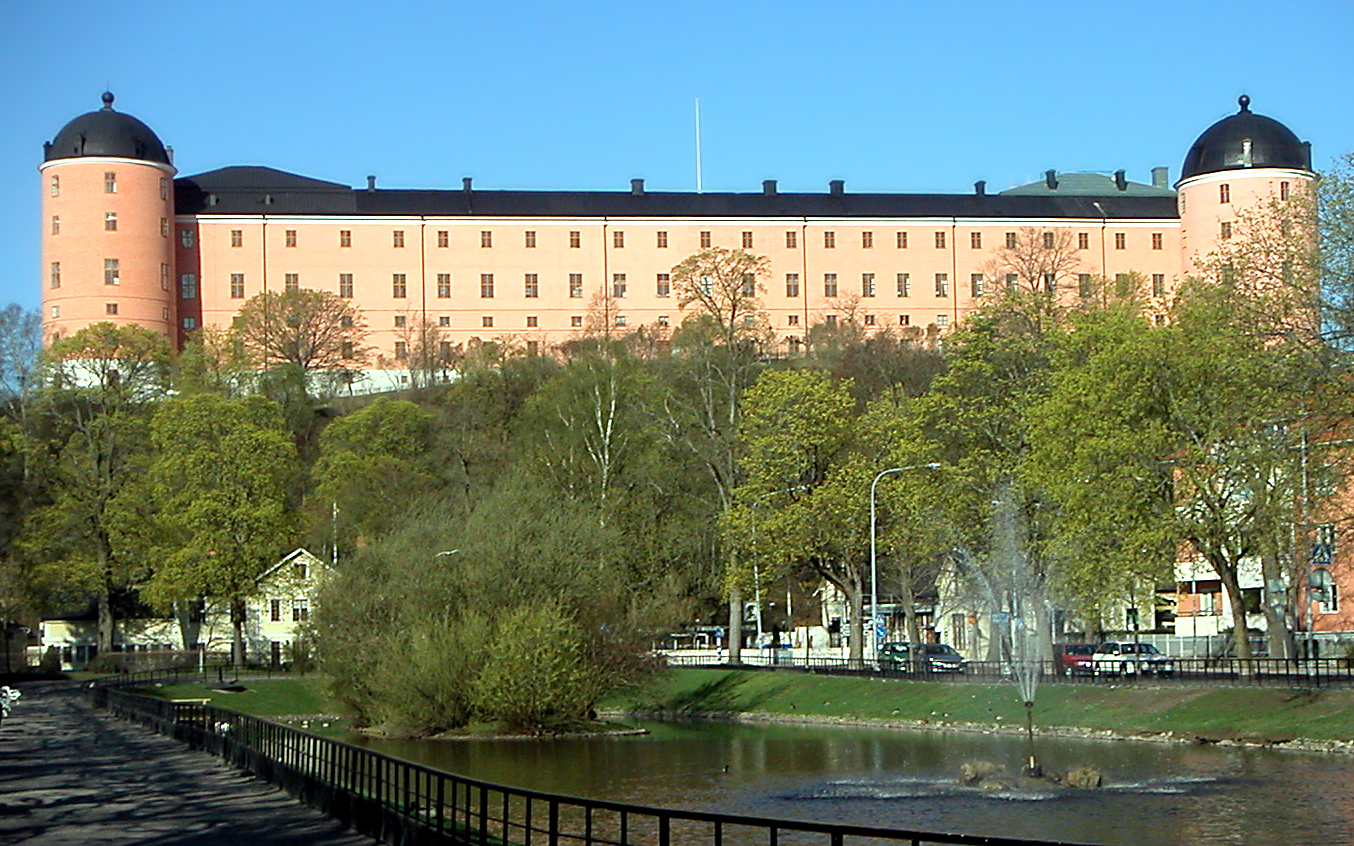
Uppsala slott.

Svensk slottshistoria började under vikingatiden. Tidiga slott i Sverige var mer som gårdar.

## Förkristen tid och tidig medeltid
Under vikingatiden var Sverige främst ett jordbrukssamhälle med ätter som var knutna till olika gårdar. Kungamakten anlade särskilda gårdar i varje grannskap, så kallade kungsgårdar, vars uppgift var av driva in skatter in natura, och lagra dessa tills de fraktades till hovet eller att kungen och hovet red förbi och stannade tills förråden var slut. Kungsgården förvaltades av en bryte, senare kallad fogde, vars uppgift också var att driva in skatt.
Vid Birka (700-900-tal), som var Sveriges enda stadsbildning under förkristen tid, låg en kungsgård på grannön Adelsö i form av en grupp envånings träbyggnader. På 1270-talet byggde Magnus Ladulås ett litet sommarpalats där. Detta var inte befäst och kallades Alsnö hus. En liknande palatsbyggnaden fanns i Vadstena, numera ofta kallat Bjälboättens palats. År 1280 beseglade Magnus Ladulås på Alsnöhus Alsnö stadga som innebar att adeln blev ett eget skattebefriat samhällsstånd. Sverige var nu ett feodalt samhälle med en jordägande och vapenförande riddarklass som började uppföra borgar enligt europeiskt mönster.
De äldsta borgarna byggdes på en höjd med träpalissader eller i våtmarker med naturligt vattenskydd/vallgrav. Fästningarna hade ett kärntorn, förråd och en huvudbyggnad. Under missionstiden (1000-talet fram till 1164) kom nya levnadssätt, kunskaper om jordbruk och teknik att bygga i sten söderifrån, först till Götaland och senare till Uppland. Främst kyrkor restes i sten för att vara både försvarstorn och gudstjänstlokal (se rundkyrkan i Bromma). Den äldsta profana byggnaden i Sverige anses vara Linköpings slott från 1100-talet, vilken fungerade främst som biskopsborg.

## Hög och senmedeltiden

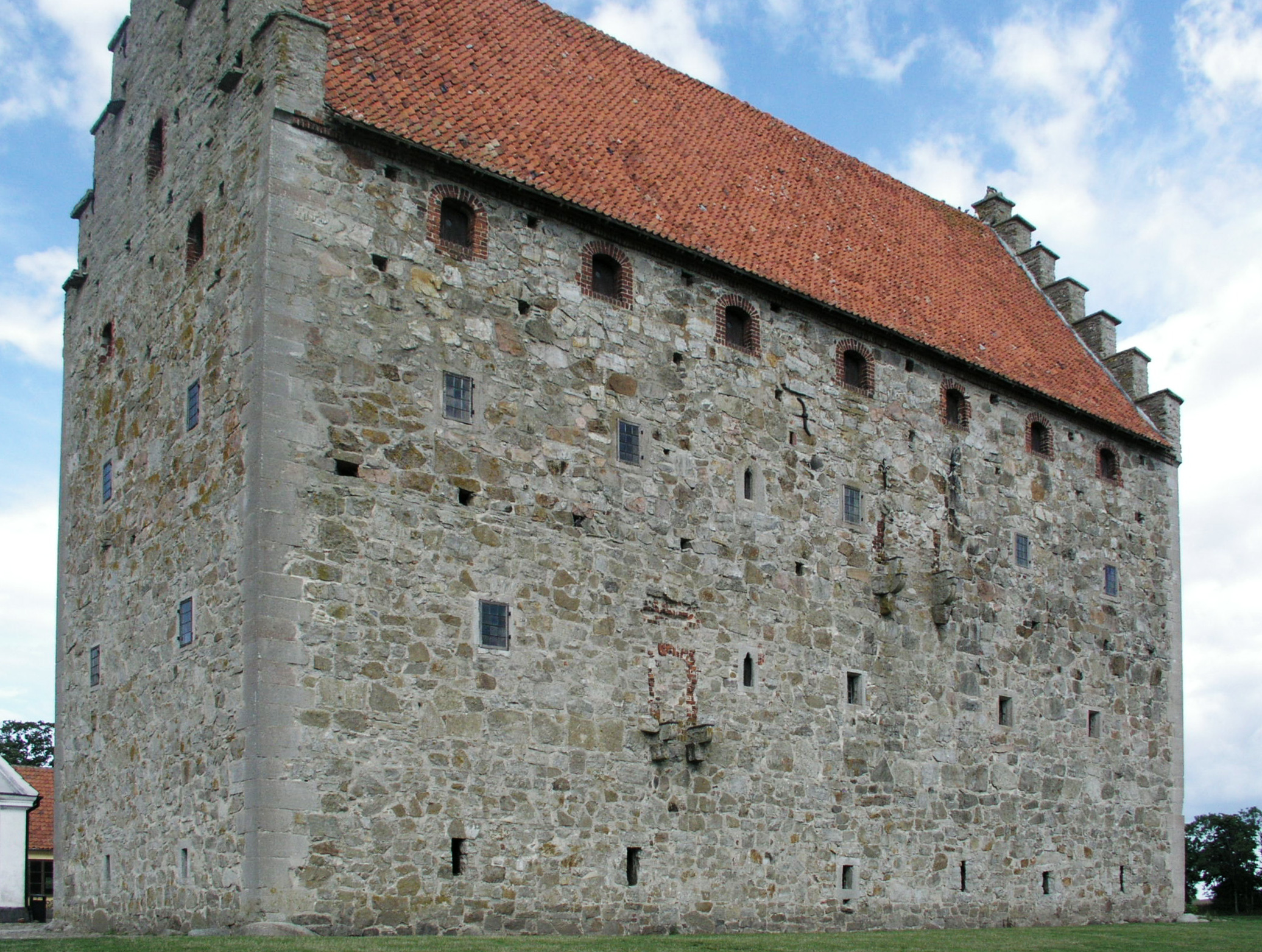
Glimmingehus fasad.

Kungar och huvudmännen i ätterna började ersätta huvudbyggnaden i sina borgar och gårdar med byggnader i sten som kom att kallas hus, några av de bästa exemplen på medeltida stenhus/borgar i Sverige är Glimmingehus (påbörjat 1499) i Skåne eller Torpa stenhus (1470-talet) i Västergötland. Ett "hus" var en kombination av bostad, förråd för godsets jordbruksprodukter och försvarsverk. Murar och vallgravar var viktiga försvar mot stridande furstar men också mot bondeuppror under orättvisor och hungersår. Åbo slott är ett bra exempel på en välbevarad medeltida kunglig borg med en länsherre/ståthållare som vakade över kronans intressen.
Krigstekniken utvecklades och vid Slaget vid Crécy år 1346 användes kanoner för första gången i ett europeiskt krig. Vid slutet av medeltiden blev kanonen övermäktig gamla murverk, varför många borgar blev omoderna. Strategiskt lagda borgar förstärktes och moderniserades, medan mindre viktiga borgar och fattiga gods revs och man fyllde igen vallgravarna. Men gamla försvarsverk kunde behållas för att imponera. Fasaden dekorerades, smyckades med utanpåliggande trapphus och tornen fick sirliga tak. Stenhusen övergick till att bli imponerande bostäder för kungamakten och högadeln och många borgar blev administrativa säten för fogdar och centralmakten. Därmed föds det som vi idag kallar för slott.

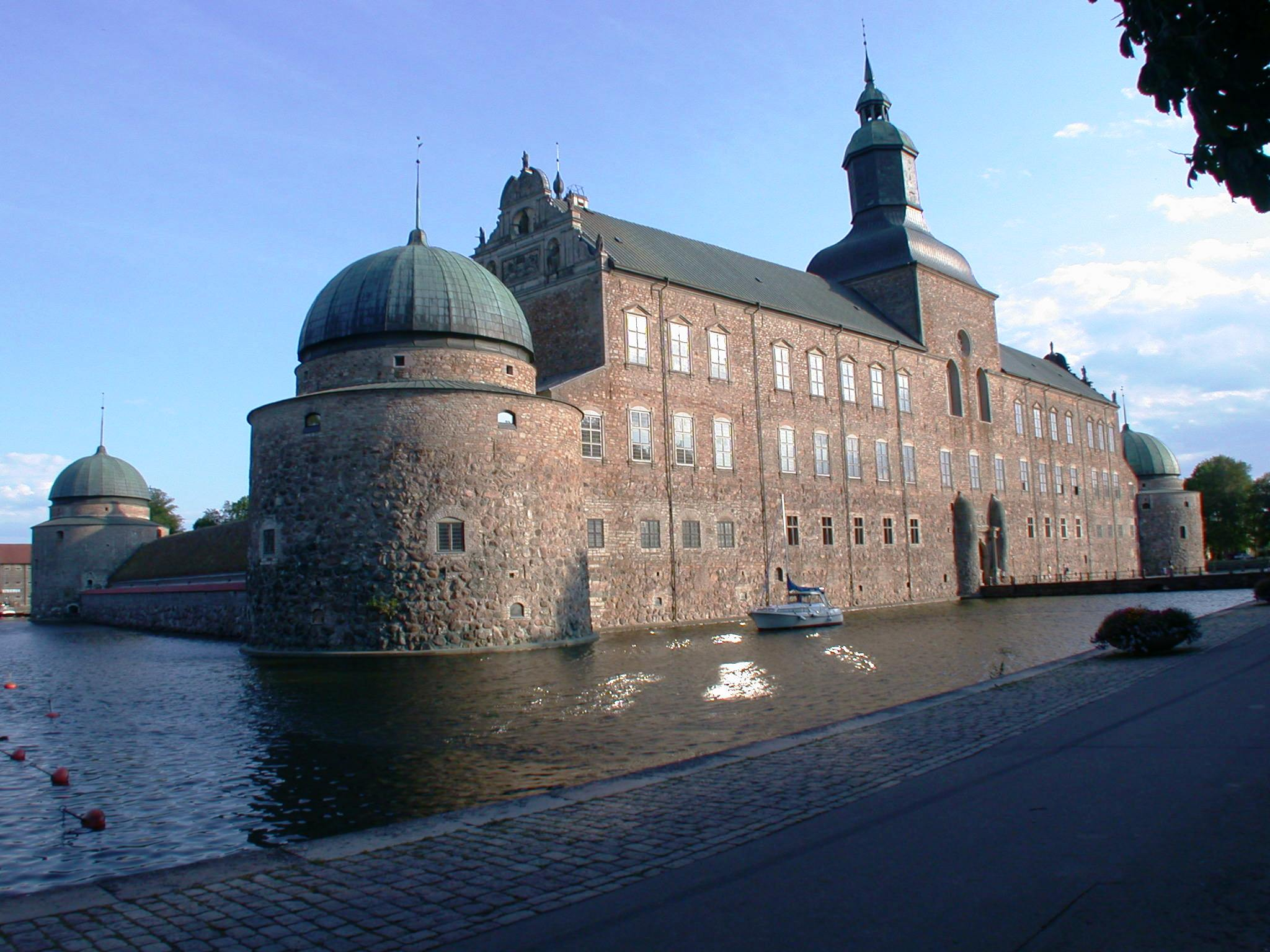
Vadstena slott.

## Reformationen och renässansen
Sverige var relativt fattigt under 1500-talet och då byggdes främst kungaborgar, ett bevis på att landet hade fått en stark centralmakt i och med Gustav Vasas trontillträde och hans införande av arvsmonarkin. Reformationen medförde att kungamakten fick finansiering och byggmaterial, främst från indragna kloster och kyrkliga gods.
Under medeltiden fanns en statsrättslig term, slottsloven, vilken innebar kungens tillgång till - och rätt att förfoga över – rikets slott, vilket användes flitigt av Gustav Vasa och hans ättlingar. I praktiken användes slottsloven inom Vasaätten som ett medel att hävda sig i konkurrensen med landets adel. Kända kungliga slott som uppfördes i renässansstil är Vadstena slott, Kalmar slott och Gripsholms slott. Uppsala Slott byggdes av Gustav Vasa 1549 för att hävda sin makt mot den katolska kyrkan. Slottet ligger på en höjd höjt över domkyrkan.

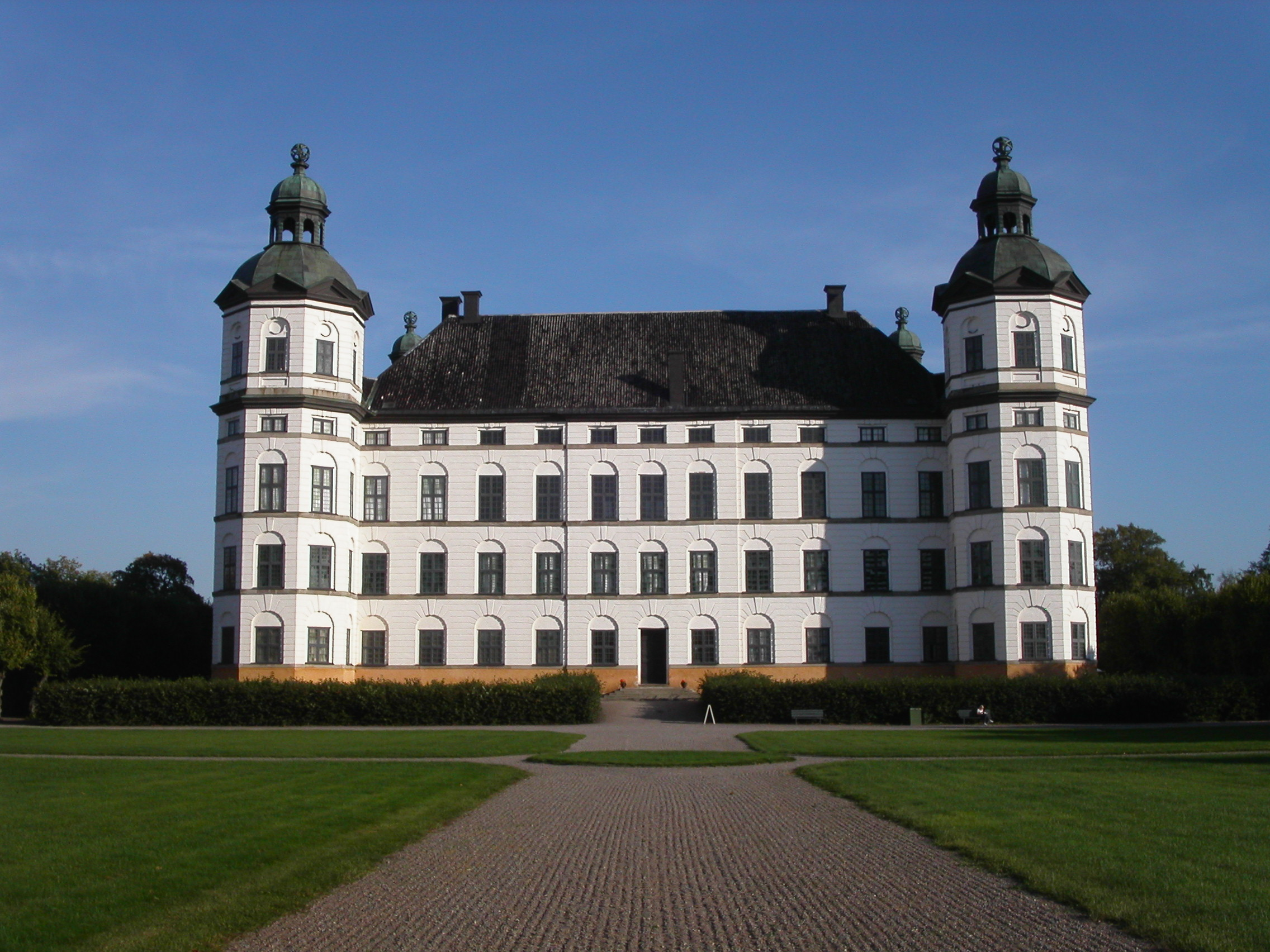
Skoklosters slott.

## Stormaktstiden
Först under Stormaktstiden byggs fristående slott som vi är vana att se idag. Skokloster och Läckö slott är praktfulla exempel på adelns rikedom och lyx.

## Rokoko
Ett av de mest påkostade slotten byggt i rokoko i Sverige är Övedsklosters slott i Skåne. 

## Klassicism

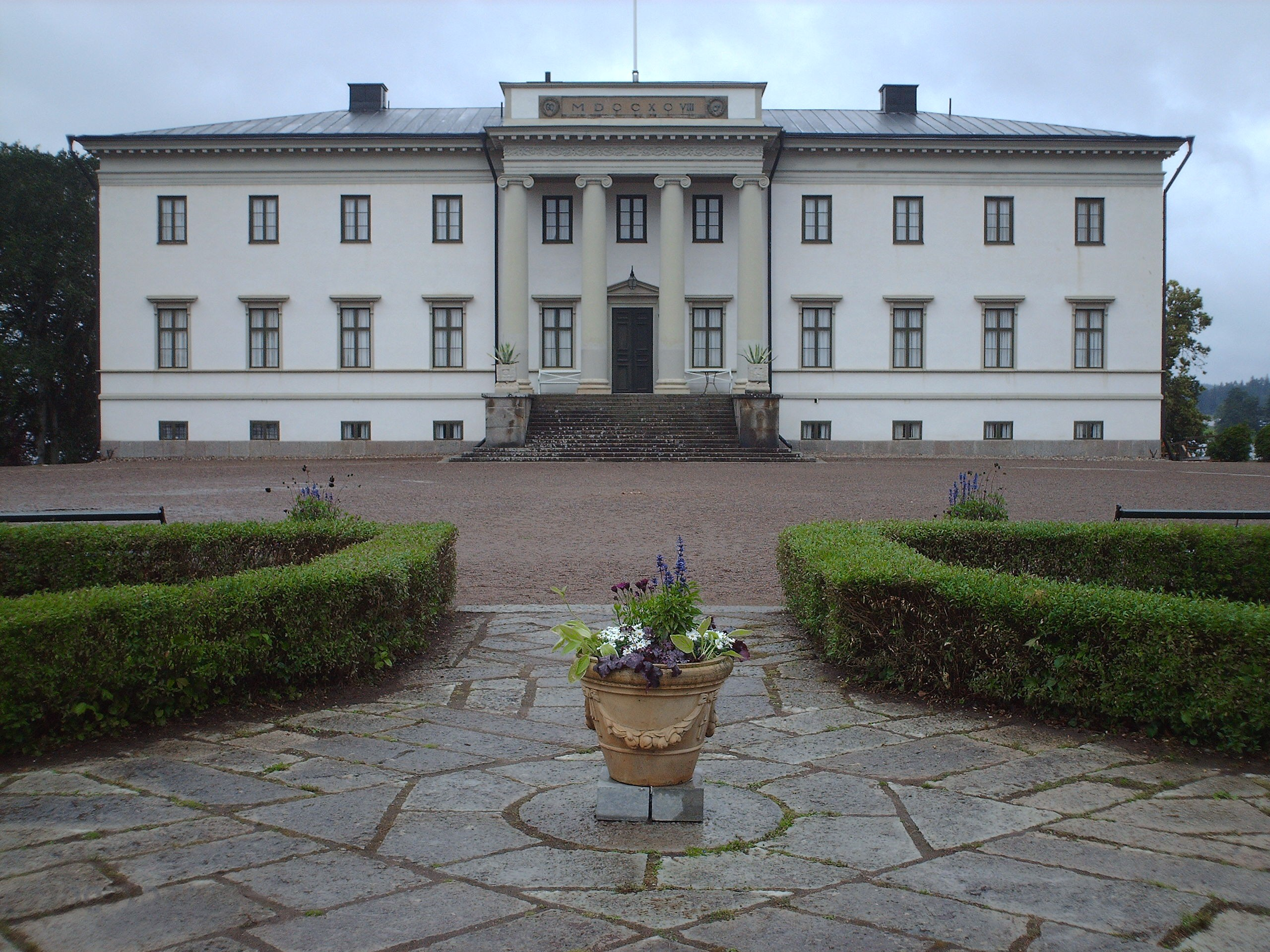
Stjernsunds slott.

Bland de slottsbyggnader som uppförs i klassicistisk arkitektur under andra hälften av 1700-talet och början av 1800-talet finns Stjernsunds slott i Närke och Gunnebo i Västergötland. Vid Haga norr om Stockholm planerade kung Gustav III att uppföra flera byggnader i klassisk stil, bland dem Stora Haga slott, som aldrig färdigställdes.

## Historicism
Slottsbyggnader i historicerande arkitektur är exempelvis Stora Sundby slott i Södermanland, Teleborgs slott i Småland och Tjolöholms slott i Halland.

### Fotnoter
1. ↑  ”Linköpings slott”. Statens Fastighetsverk. Arkiverad från originalet den 29 juli 2014. https://web.archive.org/web/20140729021025/http://www.sfv.se/fastigheter/sverige/ostergotlands-lan-e/linkopings-slott/.